# Adolfo Wildt

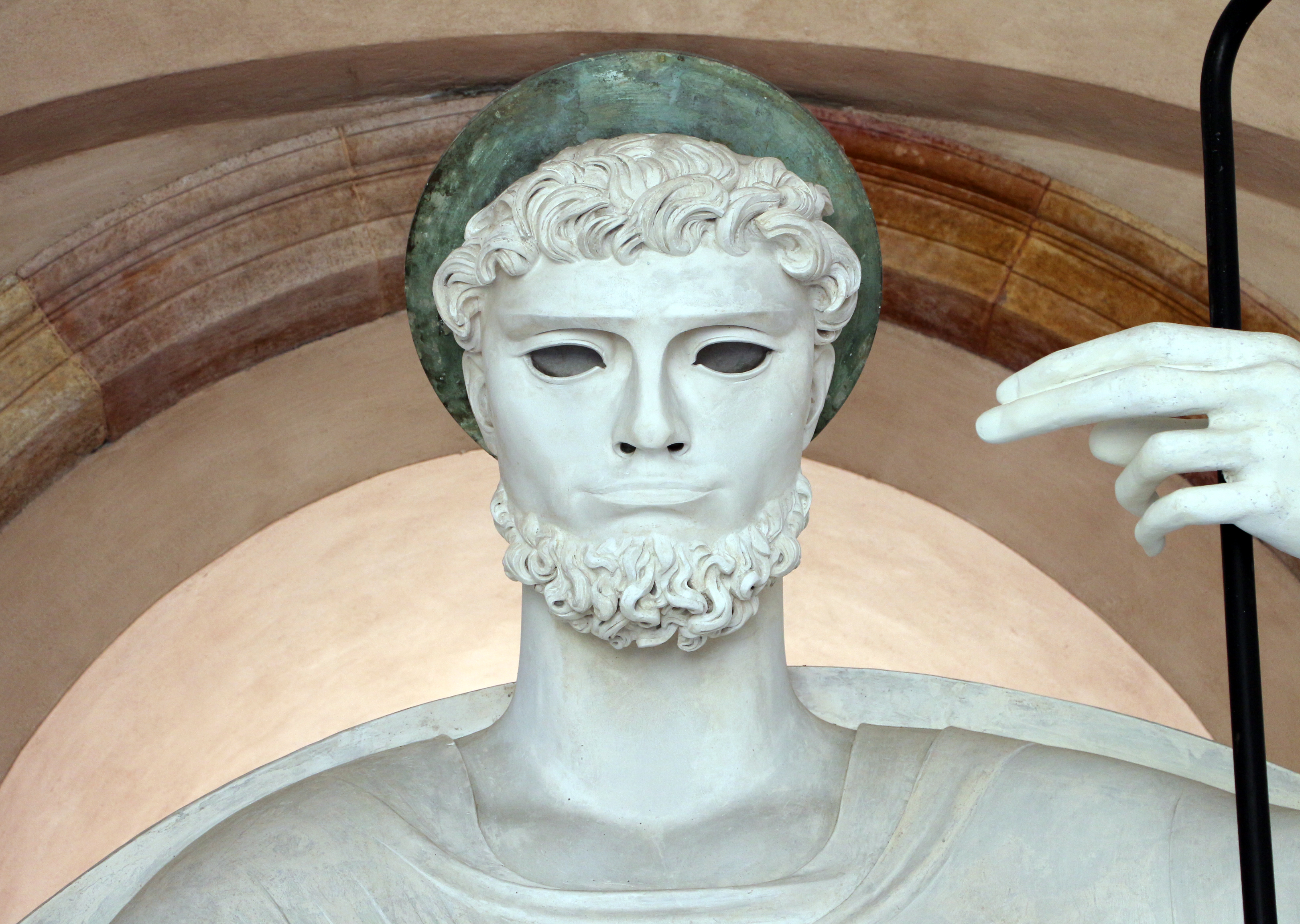
Szent Ambrus (részlet)

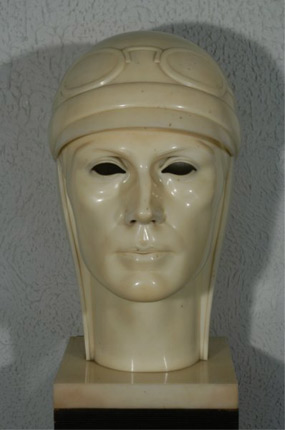
Arturo Ferrarin (1929)

Adolfo Wildt (Milánó, 1868. március 1. — Milánó. 1931. május 12.) olasz szobrász. Neoklassszicista stílusban dolgozott, amelyet szerencsésen ötvözött a modern stílusirányokkal. Élete utolsó évtizedében divatba hozta saját stílusát, a neocentót, 1922-től a Novecento művészcsoport egyik vezető tagja lett.

## Élete, munkássága
Svájci eredetű szegény családban született, amely már több generáció óta Lombardiában élt. Kilencéves korában kimaradt az iskolából, hogy pénzkeresetével családját segítse. Fodrász-, majd ötvös műhelyben dolgozott. Később sikerült szobrászok körül működnie, Giuseppe Grandi szobrászművésznél megtanulta a modern műanyagok használatát, a Frigyes Villa díszítésekor a márványfaragást sajátította el. Tanulmányokat folytatott az Iparművészeti és a Képzőművészeti Főiskolán, ahol az ókori görög kultúra tanulmányozása mély benyomást tett rá, mesterei voltak Francesco Barzaghi és Ambrogio Borghi.
Első portrészobrát, amelyet a feleségéről mintázott, 1893-ban állította ki a milánói országos kiállításon, nagy sikere volt vele, megvásárolta a római Galleria d'Arte Moderna. Franz Rose, egy porosz gyűjtő 1894-ben szerződést kötött vele. Ettől kezdve rendszeresen szobrászati tevékenységet folytatott, 1900-ban megnyitotta műhelyét Milánóban a Garibaldi utca 97. szám alatt. Kiállításokon vett részt Milánóban, Monacóban, Zürichben, Berlinben, Drezdában. Az 1920-as évek első felében többször is kiállított a velencei biennálén.
1921-ben könyvet írt a márvány szobrászművészetről, s szobrászati iskolát alapított, amely aztán 1923-tól betagozódott a milánói Brera-akadémiába. Híres tanítványai voltak, köztük Lucio Fontana. 1922-től a Novecento művészcsoport egyik vezető egyénisége lett, a klasszicista hagyományok folytatása és a modern stílusokkal való szerencsés találkozása predesztinálta erre a megtisztelő feladatra. A legfelsőbb körökből kapott megrendeléseket, 1923-ban Mussolini portrészobrát is elkészítette.

## Művészete
Neoklasszicizmusra és dekorativitásra, olykor meghökkentésre törekvő művészete gyakran rokonítható a szecesszióval, az expresszionizmussal vagy a 19–20. századi naturalizmus mentén is jelentkező verizmussal. Portrészobrokat (maszkokat, groteszkeket is), monumentális köztéri alkotásokat és síremlékeket készített.
A bemutatott 1908-as önarcképe az expresszionizmus jegyeit mutatja, Szent Ambrusról készült életnagyságú portrészobra a klasszicizáló és a szecessziós stílust egyesíti, Arturo Ferrain (1895–1941) híres olasz pilótáról készült portrészobra a Novecento leghagyományosabb vonalát követi.
A stílusok sokfélesége közepette egyesítette alkotásaiban a mondanivalóját leginkább kifejező stílusjegyeket. Fájdalmait, groteszkjeit expresszionista stílusban ábrázolta, síremlékeinek stílusa a szecesszióhoz állt legközelebb.

## Művei (válogatás)
- Trilógia kút (Milánó, Galleria d’Arte Moderna)
- Önarckép (Milánó, Galleria d’Arte Moderna)
- Atte (Róma, Galleria d’Arte Moderna)
- Toscanini portréja (Róma, Galleria d’Arte Moderna)
- Szent Ambrus szobra (Milánó, Katolikus Egyetem)